# Pelmo
Il Pelmo ([Sas de] Pelf o Pèlego in cadorino), è una montagna delle Dolomiti di Zoldo (provincia di Belluno) che raggiunge i 3.168 m s.l.m., posta ad est del passo Staulanza, separando la val di Zoldo e la val Fiorentina dalla valle del Boite.

## Descrizione
Dal punto di vista amministrativo, il Pelmo è diviso tra i comuni di Val di Zoldo (versante sudovest), Borca di Cadore (versante nordovest e nord) e Vodo di Cadore (versante sudest e est). I confini dei tre enti convergono quasi in corrispondenza della vetta. 
La montagna è molto peculiare perché si articola in due massicci principali che sono il Pelmo vero e proprio, al centro, e il Pelmetto (2.994 m), a ovest. Tra loro si trova la Fessura, un canalone che culmina in una stretta forcella (2.726 m). Altra caratteristica della montagna è la presenza del Valón (la cui parte superiore è detta Vant), un ampio circo glaciale aperto verso sudest e ben visibile dalla valle del Boite. Esso conferisce alla montagna la forma di un enorme sedile, con la cresta sommitale a fare da spalliera e le cosiddette Spalla Sud (3.061 m) e Spalla Est (3.024 m) da braccioli, tanto da essere soprannominata el Caregón de 'l Pareterno ("il Trono del Padreterno"). Ben più articolato il lato settentrionale, costituito dalle Crode di Forca Rossa (2.737 m) che proseguono verso nord con le Cime di val d'Arcia (2.626 m). Tra queste e il Pelmo vero e proprio si sviluppa il canalone detto val d'Arcia, in cui sussiste l'omonimo nevaio.
Il monte Pelmo è noto anche dal punto di vista paleontologico: ai piedi del Pelmetto, a quota 2.050 m, non lontano dal rifugio Staulanza, è stato rinvenuto dal ricercatore Vittorino Cazzetta di Pescul un masso con impronte di dinosauri. Un calco del masso con le tracce è visibile nel museo civico di Selva di Cadore intitolato a Cazzetta e nello stesso museo è anche possibile vedere lo scheletro di un cacciatore del mesolitico, scoperto dallo stesso Cazzetta sull'alpe di Mondeval, fra il Pelmo e i Lastoi de Formin. Alla sua base sorgono tre rifugi alpini: il rifugio Venezia-Alba Maria De Luca (m 1.947, a est), il rifugio Città di Fiume (1.918 m, a nord-ovest) e il rifugio Passo Staulanza (1.766 m, a ovest).

## Storia e leggende
Il primo documento che cita il Pelmo è della seconda metà del Trecento e riguarda una disputa sui confini che si snodavano tra le sue pendici sudorientali e il monte Punta: in essa è indicato come Saxum de Pelph, Saxum Pelphi o Pelvi, toponimo derivante termine veneto-ladino pelf indicante un grosso sasso compatto.
Secondo una leggenda della val di Zoldo un tempo il Pelmo aveva un aspetto ben diverso dall'attuale: era una montagna verdeggiante e sulla sua sommità, dove oggi si trova il circo glaciale, vi era addirittura un vasto pascolo frequentato dai pastori. In seguito un evento catastrofico fece franare la montagna, scoprendo la nuda roccia e dandole l'imponente aspetto che ha tutt'oggi. Il racconto sembrerebbe avere un fondo di verità: sono stati individuati due ampi scoscendimenti, ora per lo più nascosti dalla vegetazione, che fanno pensare ad una grandiosa frana; questa avrebbe bloccato il corso del Maè, formando un grande lago che, prosciugatosi, scoprì la piana dove oggi sorge Mareson, frazione di Val di Zoldo.
Un'altra popolare leggenda locale narra che il Padreterno, dopo aver creato l'Antelao, le Marmarole, il Sorapiss, il Cristallo, le Tofane e le altre cime del Cadore, stanco creò il Pelmo per potersi riposare. Di qui il nomignolo in veneto "Caregón de 'l Pareterno" (Trono di Dio), per l’ampio avvallamento del circo glaciale visibile dal suo lato orientale, che lo fa assomigliare a una sedia gigantesca.

## Alpinismo
Il Pelmo è stata la prima cima dolomitica ad essere scalata: il 19 settembre 1857 l'irlandese John Ball raggiunse la vetta attraverso quella che fu poi chiamata cengia di Ball. Partito da Borca di Cadore, era accompagnato da una guida locale (pare rispondesse al nome di Giovanni Battista Giacin detto Sgrinfa) che però si fermò dopo aver raggiunto il Van e non raggiunse la cima. Ball scrisse poi di aver scelto il Pelmo per la sua prima scalata perché gli era sembrato il più bello tra tutti i monti delle Dolomiti che aveva visto e soprattutto più facile rispetto al maestoso Antelao.
La via diretta sud-ovest fu aperta nei giorni tra il 15 ed il 17 settembre 1977 da una cordata italiana formata da Franco Miotto, Riccardo Bee e Giovanni Groaz che giunsero poco sotto al camino finale, ivi ritirandosi per il maltempo. La via è stata compiuta successivamente, all'inizio di ottobre, da Miotto e Bee calatisi dall'alto, e da Giovanni Groaz che con grave rischio risalì dal basso le corde lasciate fisse nel precedente tentativo (200 m nel vuoto), uscendo assieme lungo il camino finale. Dal canalone di La Fessura si attacca la parete nel centro, dapprima per canali e poi sul lato destro del grande diedro. L'uscita è a sinistra del ciclopico tetto sommitale. Difficoltà: VI+ e vari tratti di A1 e A2 in artificiale. I tratti più difficili e pericolosi (VI e A3) furono risolti da Giovanni Groaz. La prima ripetizione fu di Flavio Appi, Ronkovic e Rukic (sloveno) tra il 15 ed il 17 gennaio 1986. La seconda ripetizione, dell'1 e 2 luglio 2006, fu degli italiani Alessio Roverato e Luca Matteraglia.
Il poco marcato spigolo nord fu invece superato nel 1924 dalla cordata svizzera Simon-Rossi che ivi aprì la prima via di VI grado delle Alpi, un anno prima di Solleder e Lettembauer sulla parete nord-ovest della Civetta. La via sale le placconate della parete nord con percorso complicato, partendo dal nevaio di val d'Arcia per imboccare poi lo spigolo nella parte sommitale (il passo più duro è un camino valutato VI-). Su tutte le pareti del Pelmo si sviluppano numerosi itinerari molto lunghi e di tutte le difficoltà.
Il Pelmetto fu invece raggiunto nel 1896 dalle guide Clemente Callegari (detto "il Battistrada") e Angelo Panciera (detto "il Mago") con F. Spada . L'immenso spigolo nord-ovest fu superato da Severino Casara e Walter Visentin nel 1936. Tutt'oggi è una classica salita di media difficoltà con un dislivello di 850 (IV e 1 pp di V). Il dislivello è di 693 m.

### Ascensioni
La via normale del Pelmo è una classica ascensione dolomitica, tecnicamente non difficile anche se faticosa e con alcuni tratti molto esposti e pericolosi: essa parte dal rifugio Venezia ed attraversa in diagonale la parete sud lungo la Cengia di Ball (il sentiero d'ingresso al Van percorso da John Ball durante la prima ascensione), poi sale per rampe detritiche ed un'esile cresta fino in cima. Altri accessi meno frequentati al Van, come varianti alla classica via normale sono: Cengia di Grohmann che inizia poco prima della fine del canalone della Fessura e taglia a metà il versante sud-ovest del Pelmo (un po' più esposta della via normale e molto friabile), il secondo è la Cengia dei Zoldani che attraversa il versante sud-est (più impegnativa e meno battuta delle altre due con difficoltà di I° e II° grado) e per finire la Cengia di Giacin-Cesaletti che inizia circa a metà del canalone di Forca Rossa, via molto friabile con passaggi molto esposti.
Le vie alpinistiche più gettonate del Pelmo sono la classica Simon-Rossi lungo la parete e lo spigolo nord (800 m fino al VI-), divenuta pericolosa dopo le frane del 2011. Esistono lungo il percorso alcune varianti che ne rettificano il percorso. 
Altra importante via è il Pilastro Fiume che sale l'imponente spigolo nord-est fino a congiungersi con la via Simon-Rossi (800 m di VI sostenuto). Altri itinerari sulla medesima parete, come la via dei Bellunesi, contano poche ripetizioni.
Sul versante opposto, verso il rifugio Venezia, una via degli Scoiattoli Bellodis e Franceschi è apprezzata e ripetuta (700 m, IV+ nel tratto inferiore, V+, VI e A1 in quello superiore), mentre altri itinerari alle spalle del Pelmo, sono poco o per nulla ripetuti. 
Sul ciglio sud-ovest c'è la discussa via Miotto-Bee-Groaz che sale per fessure e diedri la parete a destra del poderoso diedro che solca l'intera parete, per poi entrarvi nell'ultimo quarto della via, all'altezza del grande tetto, è divisa in due parti, una sotto la Cengia Grohmann (300 m fino al V+), la seconda sopra la cengia che, dopo un breve trasferimento, sale dapprima un pilastrino in libera (VI) eppoi con duri tiri in artificiale la parete gialla e l'ultimo tratto del grande diedro (A3 e passi di VI+).
Il Pelmetto è una cima solitaria e poco frequentata, nonostante vi siano numerosi itinerari sulle sue pareti. Oltre alla via normale, che da la Fessura segue le cenge superiori e supera il "salto del Mago" (IV, tratto chiave), solo lo spigolo Casara-Visentin (800 m, IV e V) riceve qualche sporadica visita.

## Escursionismo

### Giro del monte Pelmo
Il giro del Pelmo in senso antiorario parte dal rifugio passo Staulanza (1773 m), seguendo il sentiero n. 472 in direzione del rifugio Venezia (1946 m). Il tempo necessario per il raggiungimento di questa prima meta è di circa 2 ore e mezza.
Dal rifugio Venezia si prosegue quindi verso la forcella val d'Arcia (2476 m) lungo il sentiero n. 480; da qui il percorso scende lungo i ghiaioni nord del Pelmo fino a ricongiungersi al sentiero n. 472, che riporta al passo Staulanza.
Tempo totale: ore 6 circa (tempi CAI)

## Galleria d'immagini

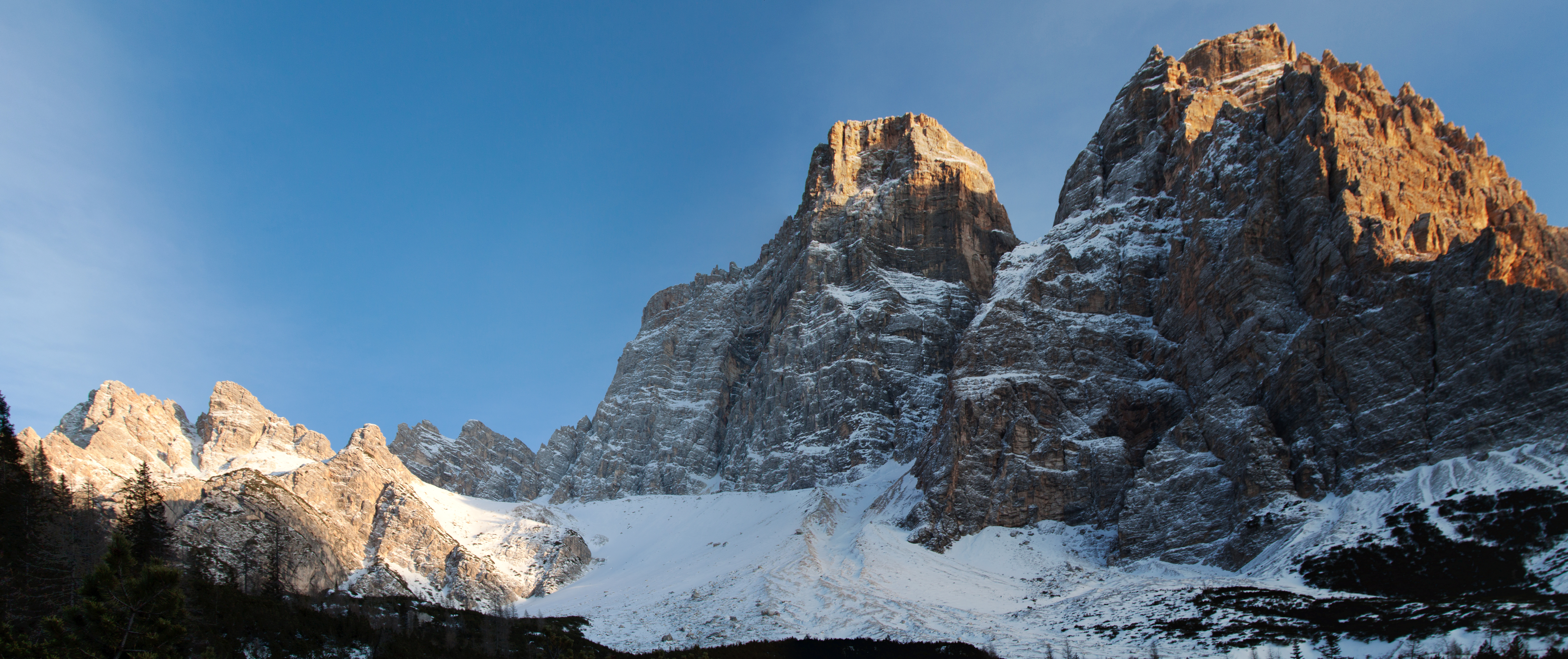
Foto del monte Pelmo
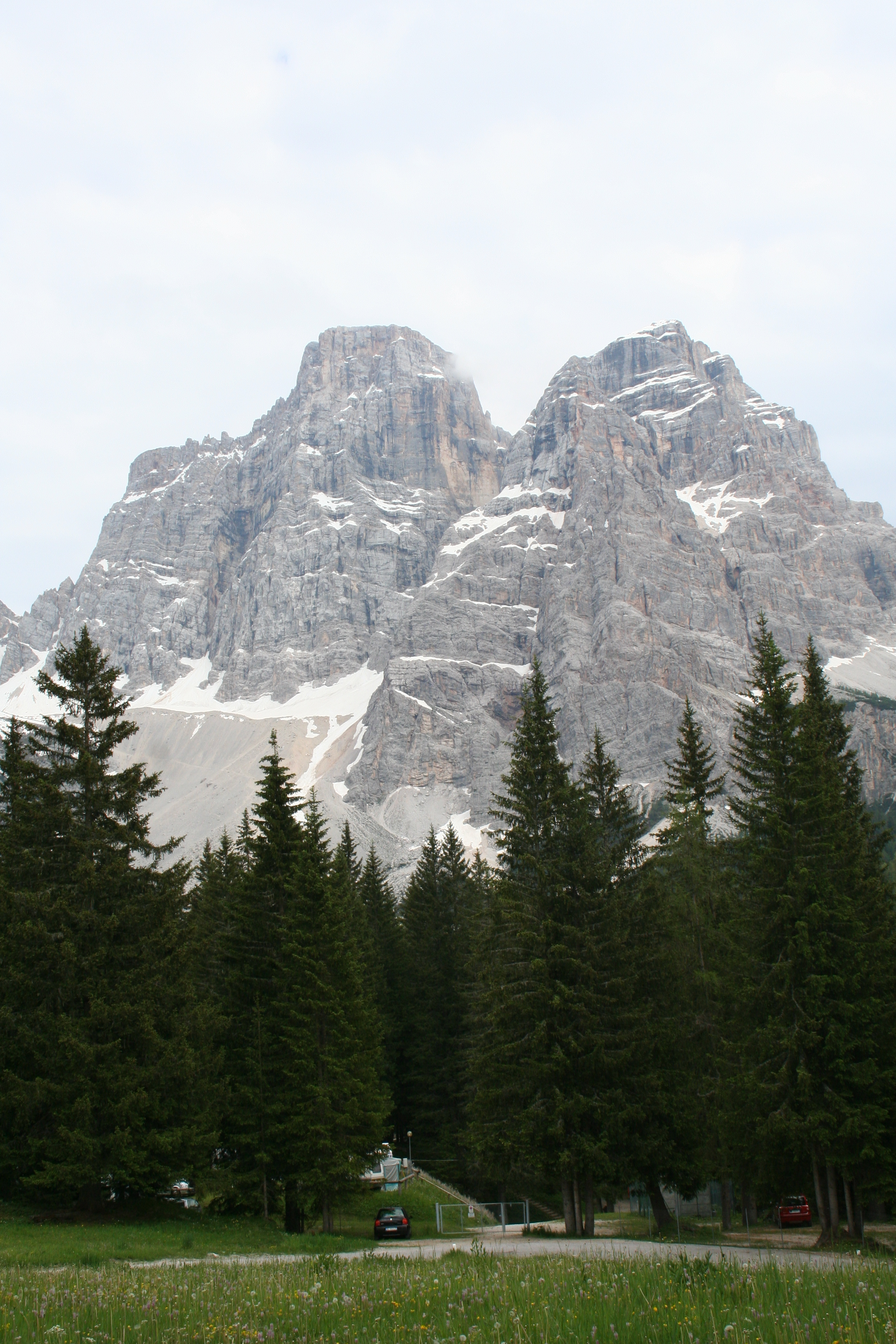
Monte Pelmo e Pelmetto Estate 2013
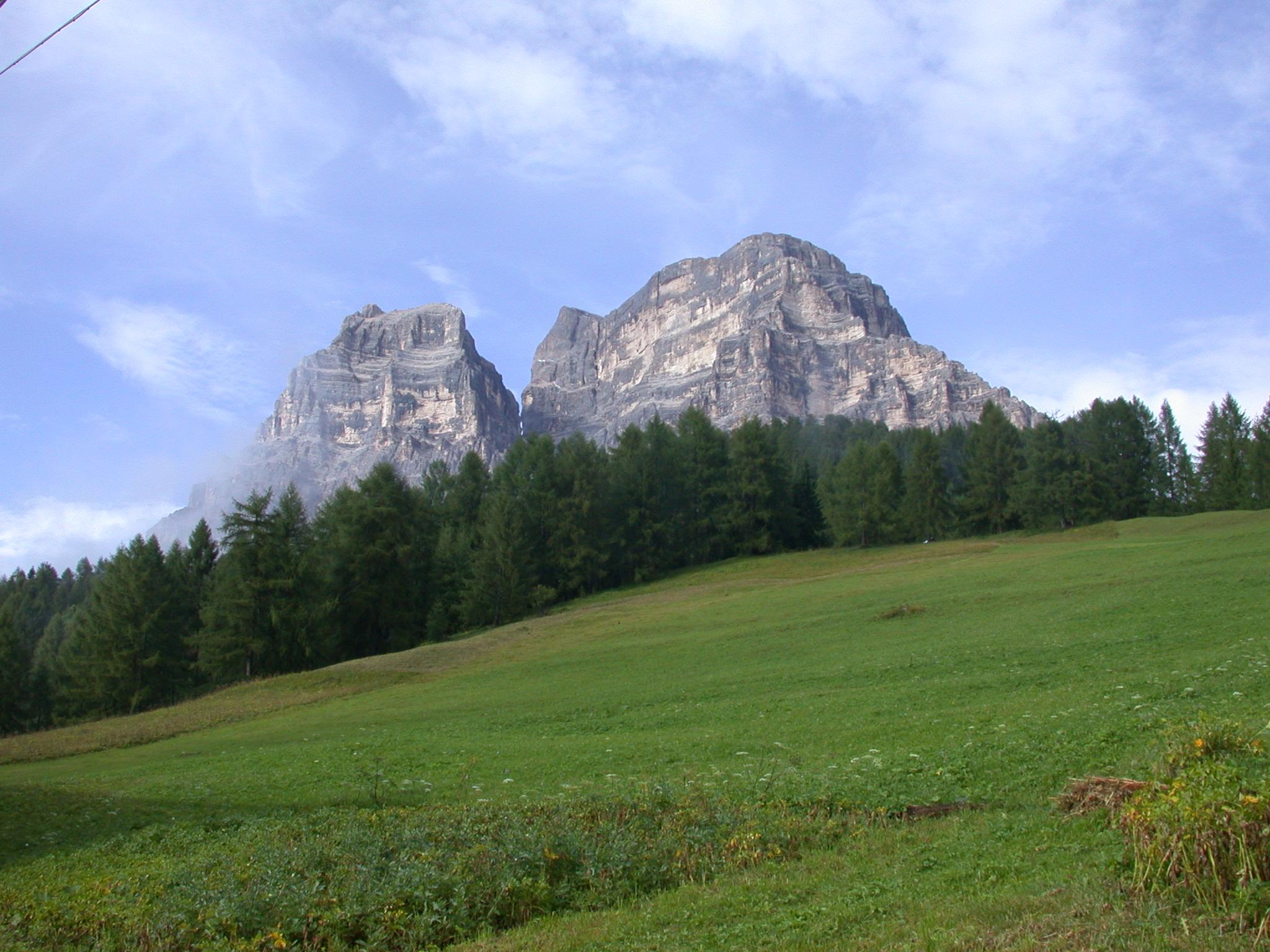
Monte Pelmo da Coi di Zoldo Alto
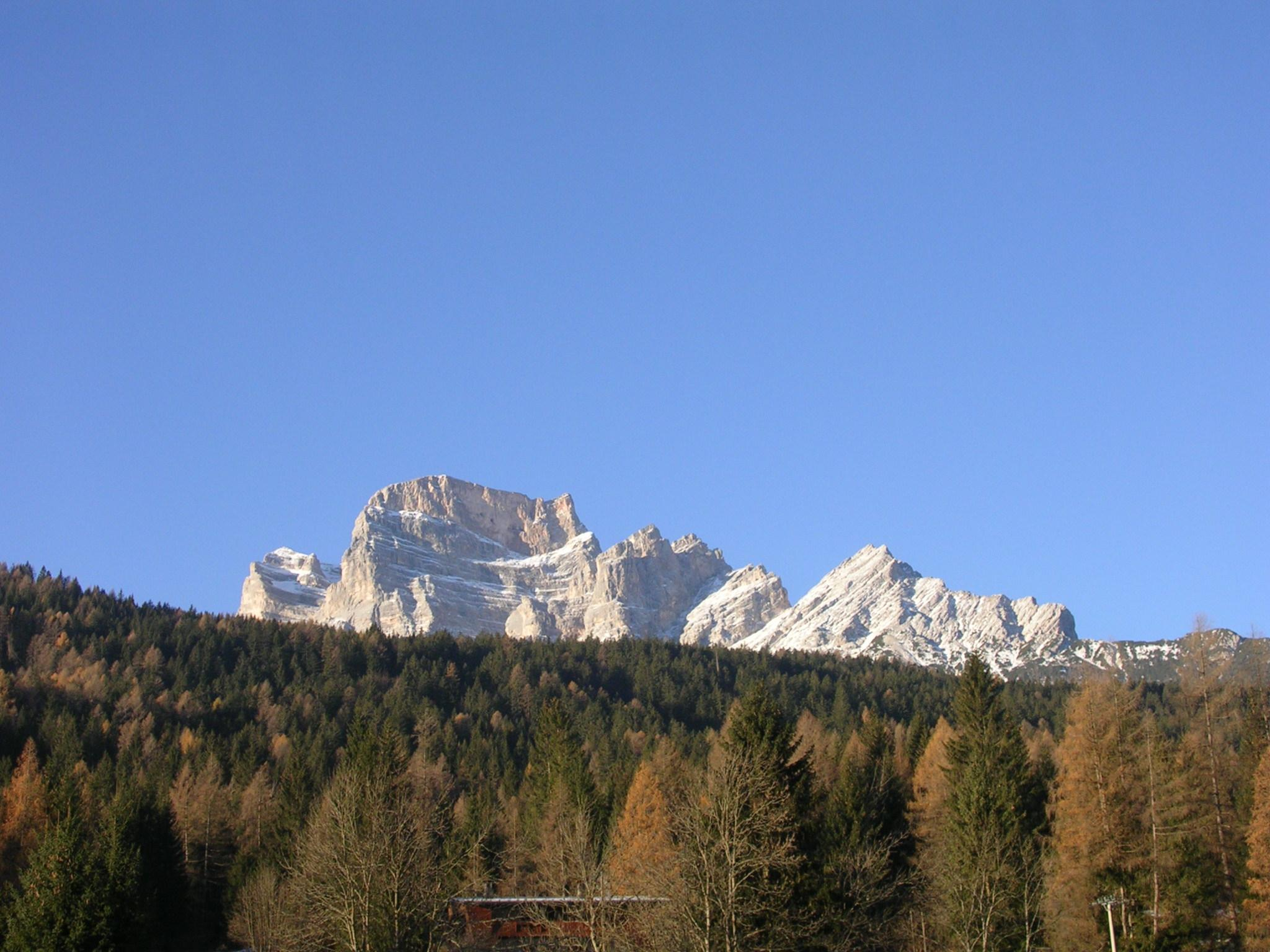
Monte Pelmo da Villanova di Borca di Cadore
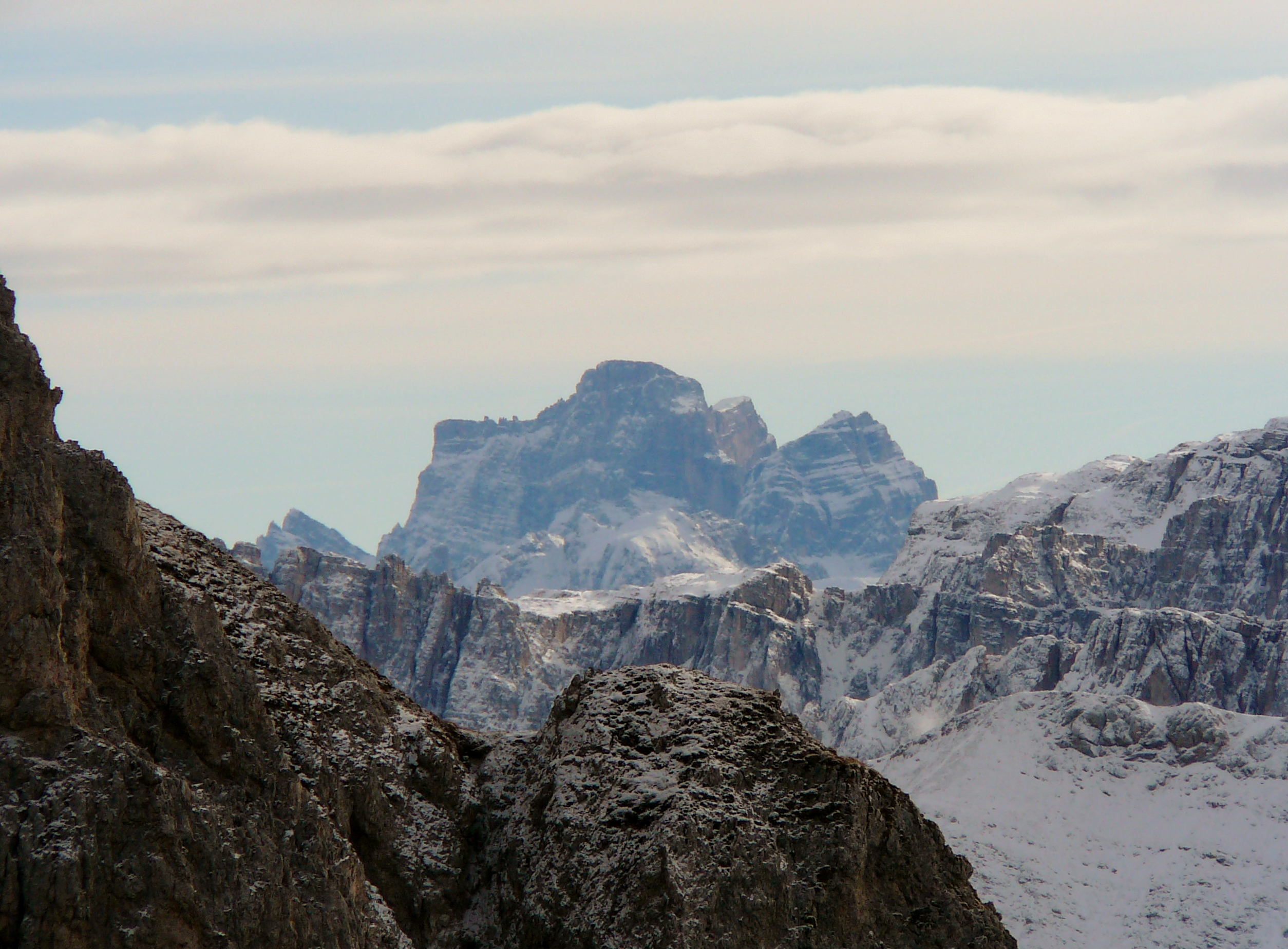
Il monte Pelmo visto dal monte Tullen nelle Odle di Eores (da circa 38 km).
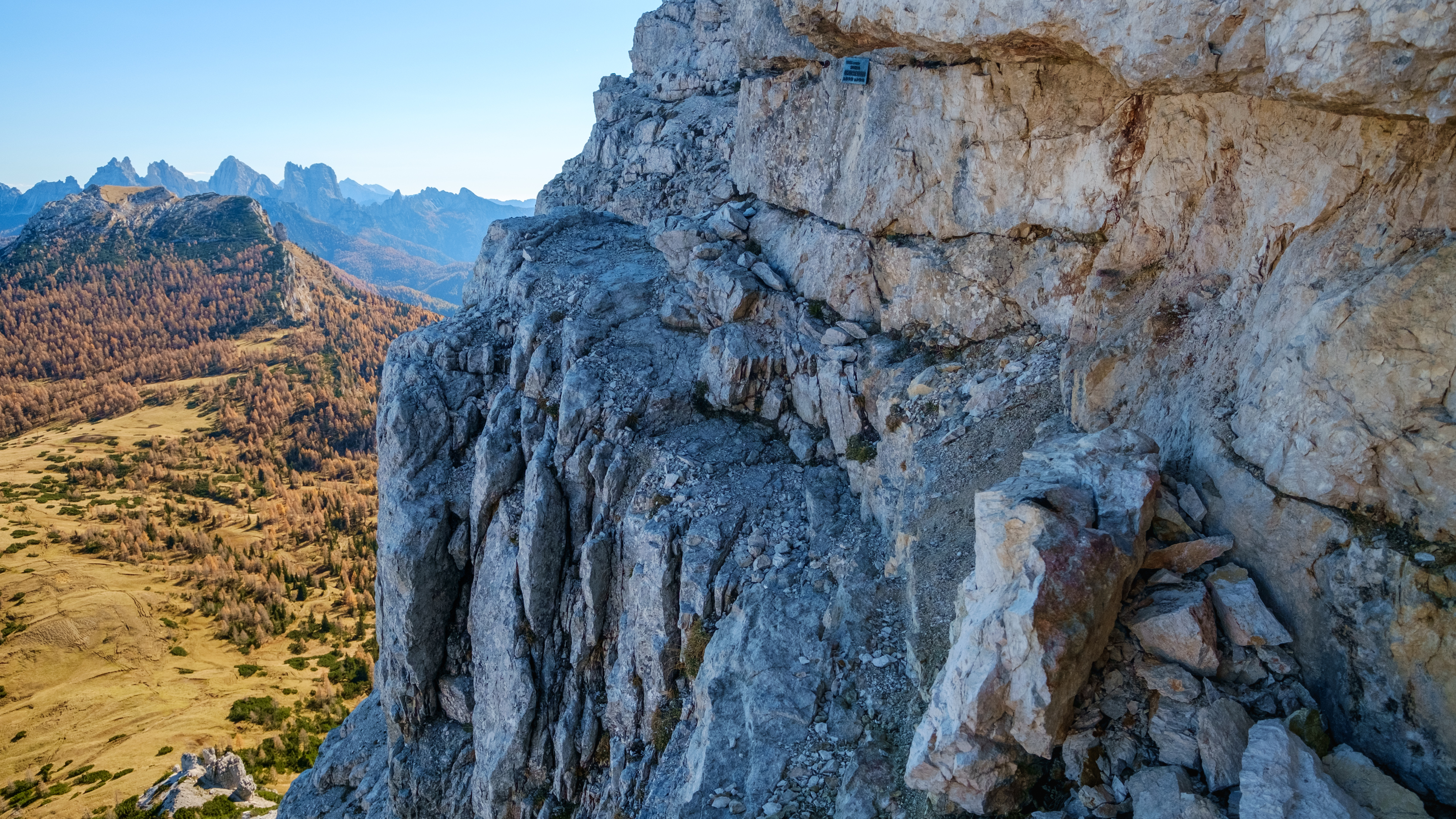
Ballband